# Kolviken
Kolviken är en bebyggelse i Norrbärke socken i Smedjebackens kommun i Dalarnas län. SCB har mellan 1990 och 2020 avgränsat bebyggelsen till en småort.
Närliggande bebyggelse är byn Kärrgruvan och tätorterna Gubbo och Morgårdshammar. I Kolviken återfinns en klipperia samt en liten badplats vid sjön Leran.

## Fotnoter
1. 1 2  Småorter 2015, SCB, 19 december 2016, läs online.[källa från Wikidata]
2. ↑  Småorternas landareal, folkmängd och invånare per km² 2005 och 2010, korrigerad 2012-10-15, SCB, 15 oktober 2012, läs online, läst: 9 juli 2016.[källa från Wikidata]
3. ↑  Kodnyckel för SCB:s statistiska tätorter och småorter - Koppling mellan gammalt och nytt kodsystem, SCB, 11 november 2021, läs online.[källa från Wikidata]
4. ↑  Avregistrerade och nyregistrerade statistiska småorter 2020, SCB, 31 mars 2022, läs online.[källa från Wikidata]